# Jadwiga Dzikówna
Jadwiga Dzikówna (ur. 10 maja 1925 w Warszawie, zm. 3 czerwca 2017 tamże) – polska śpiewaczka operowa (sopran) i pedagog.

## Życiorys

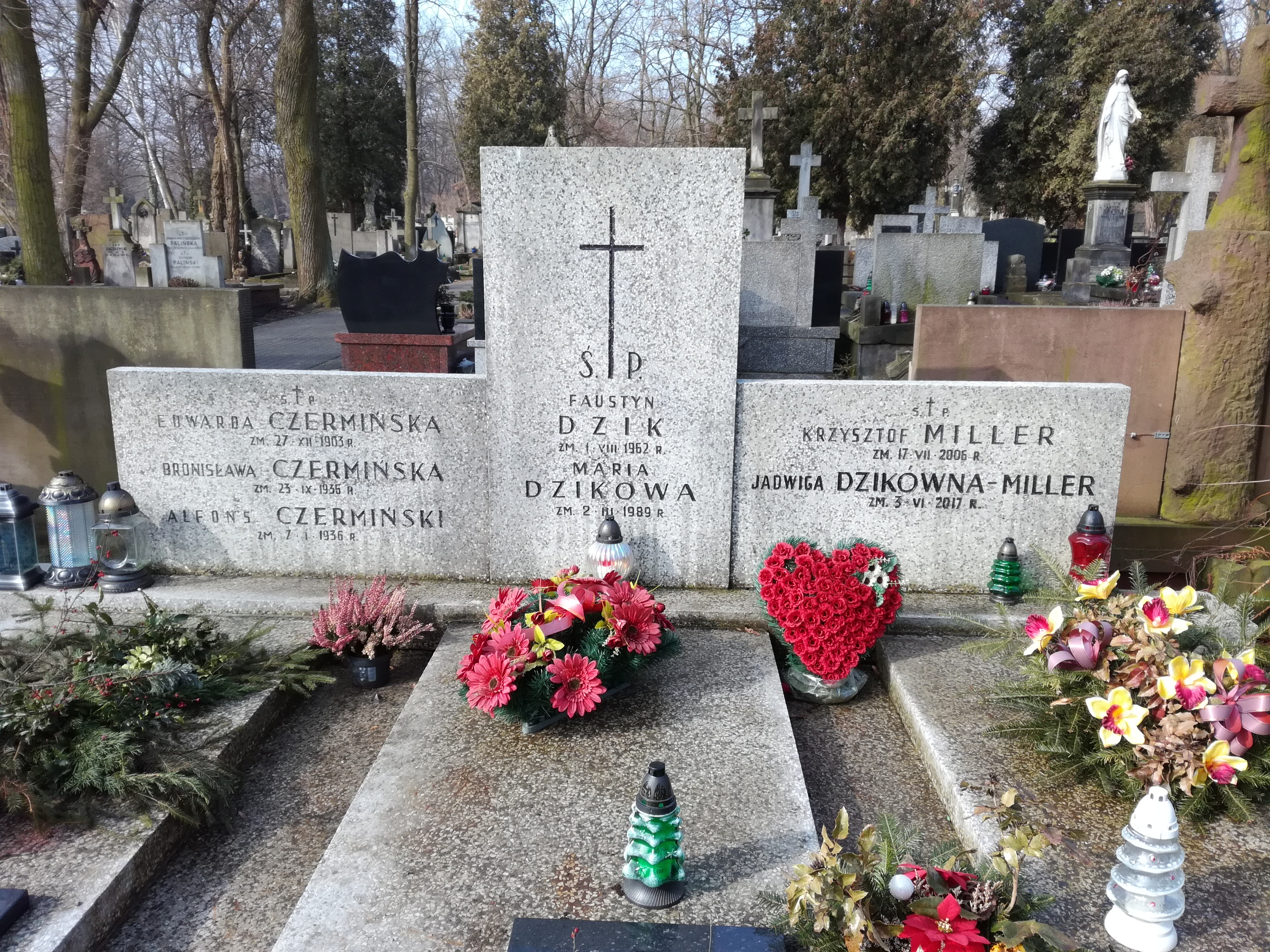
Grób Jadwigi Dzikówny na cmentarzu Bródnowskim w Warszawie

Śpiew studiowała u Wacława Brzezińskiego i Adeli Comte-Wilgockiej. Debiutowała w 1948 roku w Operze Wrocławskiej jako Micaëla w Carmen Bizeta. Od 1949 r. związana była z Państwową Filharmonią i Operą, a następnie od roku 1961 do 1978 z Teatrem Wielkim w Warszawie. W jej repertuarze znalazło się ponad 30 ról operowych, m.in. Małgorzata w Fauście Gounoda, Hanna w Strasznym dworze, tytułowa partia w Halce – Moniuszki, Butterfly w Madame Butterfly Pucciniego, Tatiana w Eugeniuszu Onieginie Czajkowskiego, partie oratoryjne oraz pieśni.
Dokonała wielu nagrań radiowych, m.in. cykl Zapomniani kompozytorzy polscy (pieśni K. Górskiego, K. Kratzera, E. Kani). Śpiewała w pierwszym spektaklu operowym emitowanym przez Telewizję Polską – Bastien i Bastienne Mozarta w roku 1957. Zajmowała się również działalnością pedagogiczną, od 1959 r. uczyła w Państwowej Średniej Szkole Muzycznej w Warszawie. Do jej uczniów należą m.in. polski baryton Marcin Bronikowski i Beata Morawska. Także prowadziła klasę śpiewu solowego w Akademii Muzycznej w Warszawie. W 1978 r. zakończyła działalność sceniczną, występując po raz ostatni jako Micaëla w Carmen na scenie Teatru Wielkiego w Warszawie. Została odznaczona Krzyżem Kawalerskim Orderu Odrodzenia Polski oraz Złotym Krzyżem Zasługi.
Była żoną śpiewaka Jerzego Kobzy-Orłowskiego oraz architekta Krzysztofa Millera (zm. 2006), syna poety i literata Jana Nepomucena Millera oraz babką aktorki Marty Juras. Pochowana 14 czerwca 2017 roku na cmentarzu Bródnowskim (kw. 9A-1-29-31).